# Tabanus moreli
Tabanus moreli är en tvåvingeart som beskrevs av Ovazza 1962. Tabanus moreli ingår i släktet Tabanus och familjen bromsar.
Artens utbredningsområde är Elfenbenskusten. Inga underarter finns listade i Catalogue of Life.